# Cmentarz żydowski w Strykowie
Cmentarz żydowski w Strykowie – kirkut istniejący przed II wojną światową przy ul. Batorego w Strykowie.
Cmentarz został założony w XVIII wieku i zajmował powierzchnię 1,2 ha. Początkowo służył także pochówkom Żydów z pobliskiej Łodzi. Został zdewastowany podczas II wojny światowej, w okresie PRL na jego miejscu wybudowano zakłady budowlane.